# Люй Цзі
Люй Цзі (吕纪, 1439 —1505) — китайський художник династії Мін, майстер жанру «квіти та птахи».

## Життєпис
Народився у 1439 році Нінбо, провінція Чжецзян. Отримав гарну освіту. Замолоду почав цікавитися живописом. Під час правління імператора Сяо-цзуна Люй Цзі був запрошений на службу до імператорського палацу, де, працюючи художником, отримував платню на посаді хранителя імператорського гардеробу. Він створював свої твори в Залі доброзичливо і Мудрості. Люй Цзі дослужився до звання командира імператорських гвардійців. Історія зберегла свідчення, що художник ревно дотримувався всіх правил і ритуали двору, завдяки чому домігся добрих стосунків з придворним чиновництвом. Імператор цінував його настільки високо, що коли літній майстер безнадійно захворів, потік викликаних імператором до його передсмертного одру міністрів і аристократів не слабшав.

## Творчість
Люй Цзі спочатку добився визнання у своєму місті як майстер жанрів «квіти і птахи» та «палаци і альтанки» (тобто зображення архітектури). Картини жанру «квіти і птахи» створені поділяються на дві категорії. Перша включає роботи, виконані детальним стилем із застосуванням чіткого окреслення тушшю і з підфарбовування. Цьому він навчився у Бянь Цзінчжао. Прикладами такого стилю є «Касія, хризантема і гірські птахи», «Камелія і сріблястий фазан», «Осінні чаплі і гібіскус» (Гугун, Тайбей). У творах Люй Цзі цього типу відчувається глибокий вплив південносунських майстрів Ма Юаня та Ся Гуя як у загальній побудові композиції, так і в зображенні скель й дерев заднього плану. Поступово він виробив власний стиль, вплинув на увесь живопис жанру «квіти і птахи» як в середовищі придворних живописців, так і за межами двору. Цей стиль зазвичай вважають «мінським академічним стилем живопису квітів і птахів».
Зовсім інша художня манера була запозичена Люй Цзі у Лінь Ляна — це стиль начерку, стиль «вільної руки», який використовувався у монохромних творах. Люй Цзі досяг у цьому напрямі успіхів не менших, ніж сам Лінь Лян. Типовим для цього стилю є сувій «Біла чапля, орел і падаючі квітки лотоса». На ньому зображена кумедна сценка: поява орла, який порушив спокій ставку з лотосом в осінній день. Такий спосіб зображення одухотвореної сцени за участю тварин і рослин веде свій початок від часів Північної Сун, а також таких художників як Цуй Бо.
Жанр «квіти і птахи» Люй Цзі повен символізму. Так у сувої «Осінні чаплі і гібіскус» зображено три чаплі. Ієрогліф «чапля» в китайській мові має й друге значення — «думати». —Три зображені чаплі є запрошенням «подумати тричі», тобто щось обміркувати з усією обережністю.